# Avançon (Ardeny)
Avançon – miejscowość i gmina we Francji, w regionie Grand Est, w departamencie Ardeny.
Według danych na rok 1990 gminę zamieszkiwały 322 osoby, a gęstość zaludnienia wynosiła 15 osób/km².